# Christian Sparrenlöv Fischer
Christian Sparrenlöv Fischer, född 17 maj 1994 i Västerås, är en svensk landslagsspelare i biljard.
Sparrenlöv Fischer har vunnit ett flertal svenska mästerskap som både Junior och Herr och vann säsongen 2017/1018 Swedish Pool Tour med 4100 poäng på 6 spelade tävlingar.
Som landslagsspelare har han varit med och vunnit brons i Europamästerskapen 2015 och silver i Europamästerskapen i disciplinen 10-ball. 
2010 tog han tillsammans med Daniel Tångudd och Jim Chawki ett silver i Junior-EM. 2018 spelade han i världens största par/dubbel turnering i Shanghai, Kina tillsammans med Tomas Larsson, där de slutade 9:a i turneringen. Han har även spelat denna turnering en gång tidigare, 2014, då med Marcus Chamat, vilket slutade i en 17:e plats.
Sparrenlöv Fischer deltog i sitt första världsmästerskap 2018 i disciplinen 9-boll som hölls i Qatar. Han startade turneringen med två 9-8-segrar varav den senare vanns mot f.d världsmästaren Niels Feijen för att gå till slutspel. I slutspelet (SE64) förlorade han mot världsfemman Dang Jinhu med 8-11.